# Předseda vlády Ázerbájdžánu
Předseda vlády Ázerbájdžánské republiky (ázerbájdžánsky: Azərbaycan Respublikasının Baş naziri) je hlava vlády Ázerbajdžánu. Vzhledem ke zcela dominantní roli prezidenta je role premiéra v ázerbájdžánském politickém systému spíše vedlejší, v hierarchii nad ním stojí i viceprezident, a to od roku 2016, kdy byl tento úřad založen (v praxi jde o manželku prezidenta Mehriban Alijevovou). Je to prezident, kdo jmenuje a odvolává předsedu vlády a další členy vlády, prezident může předsedat zasedáním vlády a vydávat závazné příkazy předsedovi vlády a dalším členům vlády, prezident může rovněž odvolat jakýkoli akt vlády. V éře Sovětského svazu byl předsedou vlády předseda Rady lidových komisařů (do roku 1946) a předseda Rady ministrů (po roce 1946). Vliv těchto premiérů byla ale zase limitován ústřední mocí v Moskvě. A tak zdaleka nejvýznamnější byla role premiéra v krátkém období Ázerbájdžánské demokratické republiky (1918–1920). Prvním držitelem této funkce byl Fatali chán Chojski, druhým Nasib bey Yusifbeyli. Třetí jmenovaný premiér, Mammad Hasan Hajinski, už se reálně úřadu chopit nemohl.